# Эбису (квартал, Токио)
Э́бису (яп. 恵比寿 Эбису) — исторический район Токио на территории современного специального района Сибуя. Он был построен на месте бывшего пивоваренного завода, и сейчас здесь находится Yebisu Garden Place. Здесь сосредоточено большое количество баров и ресторанов.

## История
В 1890 году в этих местах было начато производство пива «Эбису», названного в честь бога удачи Эбису. В 1901 году для удобства транспортировки продукции в районе пивоварни была построена железнодорожная станция, получившая название Эбису в честь производимого здесь пива. В 1928 году здесь был официально учреждён квартал Эбису.
После того, как в 1988 году пивоваренные заводы были переведены в префектуру Тиба, этот район подвергся масштабному градостроительному развитию, что привело к строительству Yebisu Garden Place, который открылся для посетителей в 1994 году.
Yebisu Garden Place — это торговый и культурный центр, расположенный в Эбису. Он имеет наклонную набережную, ведущую к большой центральной площади, покрытой широкой стеклянной аркой. Здесь регулярно проводятся мероприятия и рынки по выходным. Комплекс включает в себя следующие достопримечательности:
- Штаб-квартира пивоваренной Sapporo Breweries
- Музей пива Yebisu
- Токийский столичный музей фотографии